# Zanox – Kockázatok és mellékhatások
A Zanox – Kockázatok és mellékhatások 2022-ben bemutatott, sci-fi elemekkel átszőtt magyar romantikus filmvígjáték, Baranyi Benő első nagyjátékfilmje. A Nemzeti Filmintézet Inkubátor Programjának keretében, 67 millió forintos gyártási támogatással készült; forgatása mindössze 19 nap alatt, nagy részben Dunaújvárosban és Komlón zajlott.

## Cselekmény
2022. május 13. péntek, az érettségi napja. A történet főszereplője Misi (Bálint Előd), egy 18 éves gimnazista, aki pánikbeteg, betegségére tesztelés alatt álló hangulatjavítót, Zanoxot szed, amit dr. Karotúr Gyula írt fel számára. Mindeközben a fiatal srác a nagyanyjával él és semmitől sem retteg jobban, mint attól, hogy megszólítsa Jankát, akibe évek óta szerelmes. A lánynak (Erdős Lili) persze szintén tetszik a fiú, de ő, amilyen balfék, majdnem kihagyja az érettségi után tervezett bulit is. Amikor azonban végül elszánja magát és elindul, gyilkosság áldozata lesz, és a mentőautó után szaladva Misi is kórházba kerül. 
A kórházban a fiút a szomszéd ágyon fekvő, borvirágos orrú Józsi bácsi (Dráfi Mátyás) házilag kotyvasztott pálinkával kínálja. A citromleves flakonban hordott, gyanús ital és az antidepresszáns meglepő kölcsönhatásba lép, aminek eredményeként Misi ismét az érettségije reggelén találja magát. Miközben a reggeli tévéshowban a Ricsárdgír frontembere beszél, a nagyija embertelen adag bundás kenyérrel traktálja. Misi közben rájön, hogy ha megismételheti a napot, azzal megnyílik előtte a lehetőség, hogy jobban intézze a dolgait, mint első alkalommal.
Jankával a bulin csókolóznak, majd a lány hazaviszi Misit. Másnap reggel Jankáéknál jár a rendőrség és kiderül, hogy az egyik osztálytársuknak, Ildinek (Radvánszki Ronett) elvágták a torkát. Mivel Ildi Janka legjobb barátnője, Misi elhatározza, hogy visszamegy az időben, hogy megakadályozza a gyilkosságot. Azonban kiderül, hogy bármilyen alkoholos itallal nem tud visszautazni, csak kizárólag a borvirágos orrú férfi házi pálinkájával. A kórházba betörve nagy nehezen megszerzi a pálinkát és újra 2022. május 13. reggelén ébred.
Ekkor mindent a terv szerint igyekszik csinálni: újra leérettségizik, még a kórházba is ellátogat, ahol megveszi Józsi bácsi pálinkáját, a nap végén pedig elmegy Jankával a buliba. Abban a pillanatban, mikor látja, hogy Ildi kisétál a kocsmából, megragad egy korsót és utána indul. Az erdőben rátalál a gyilkosra, verekedni kezdenek és végül Ildi szemei előtt fejbe veri a korsóval a merénylőt, aki szörnyethal. Ildi természetesen nem érti, mi történt és elszalad, később a buliból többen a helyszínre sietnek, erre Misi elmenekül, magához véve a gyilkos irattárcáját is, melyből megtudja, hogy az illetőt Ember Tamásnak hívták.
Misi hazarohan nagymamájához, aki nyugtatásképpen Zanoxot ad neki. Hirtelen kopogtat a rendőrség, ezért Misi gyorsan iszik a pálinkából, azonban nem az érettségi reggelén ébred, hanem pár perccel korábban. Magához ragadja a pálinkáját és kétségbeesve keresi a kiutat otthonról.
Miután több kísérlet és időutazás után sikerül kijutnia, másnap reggel felkeresi dr. Karotúr rendelőjét. Mivel tudja, hogy az orvos is fogyasztott Zanoxot, kényszeríteni próbálja, hogy igyon a pálinkából, azonban nem hajlandó. Miután késsel fenyegetőzött és lekötözte, Misi lenyomta a torkán Józsi bácsi pálinkáját. Előtte elmondta, hogy egy Ember Tamás nevű ember fogja megőlni Szurdok Jankát 2022. május 13-án és ezt az eseményt akadályozza meg. A pálinkának nincs hatása az orvosra és Misit is elfogta a rendőrség. 
Miután beleültették Misit a rendőrautóba, Dr. Karotúr Gyula rosszul lett, összeesett és hirtelen 2019. december 2-án találta magát. Az orvos számára világossá vált, hogy Misinek és korábbi páciensének igaza volt. A következő két évben az összes Zanox kísérleti alanynál különféle mellékhatásokat jegyzett fel, annak érdekében, hogy abbahagyják a kísérleteket. Az orvos viszont a saját érdekére fordította a Zanoxot, és megnyerte az ötös lottót. 
Miután elérkezett a 2022-es érettségi napja, az immáron dúsgazdag orvos felkeresi Misit és meggyőzi, hogy menjen el Jankával a buliba. Misi elfogadja Jankától a meghívást és a buliban csókolóznak.
A zárójelenetben látjuk, hogy Ildi sétál az erdőben, és Ember Tamás nekirontana, de - mivel Karotúr feltehetően a merénylettel is számolt - a rendőrök a háttérben lefegyverzik a gyilkost.

## Szereplők
- Bálint Előd – Misi
- Erdős Lili – Janka
- Hatházi András – Dr. Karotúr Gyula
- Sólyom Katalin – mama
- Radvánszki Ronett – Ildi
- Hozák Kevin – Kecaj
- Dráfi Mátyás – Józsi bácsi
- Máhr Ágnes – asszisztens
- Vasvári Emese - angoltanárnő
- Danis Lídia – pszichológus
- Nagy-Bakonyi Boglárka – nővérke
- Krisztik Csaba – Schweitz Géza
- Samudovszky Adrian – fiatal rendőr
- Kósa Béla – osztályfőnök
- Szitás Balázs – Ember Tamás
- Csányi Erika – Janka anyja
- Vilmányi Benett – Barna Béla
- Vasvári Vivien – modell[1][3]
- Quintus Konrád – igazgató
- Körtvélyessy Zsolt – ideges lakó
- Ambrus András – történelemtanár

## Nézettség, bevétel
A nézettségi adatok szerint 14 182 jegyet adtak el rá, és ezzel az eredménnyel mintegy 20 432 775 Ft bevételt termelt a jegypénztáraknál.

## Filmzene
A filmben felhangzik Komár László Húsz év múlva, a Belmondo Mikor és a Groovehouse Hajnal című dala. A film készítése óta feloszlott Ricsárdgír számos szerzeménye is elhangzik.